# Patinação artística na Universíada de Inverno de 1970
As competições de patinação artística na Universíada de Inverno de 1970 foram disputadas em Rovaniemi, Finlândia, entre 3 e 9 de abril de 1970.

## Medalhistas
| Evento               | Ouro                                                  | Prata                                                | Bronze                                    | Ref.  |
| -------------------- | ----------------------------------------------------- | ---------------------------------------------------- | ----------------------------------------- | ----- |
| Individual masculino | Ondrej Nepela · Tchecoslováquia                       | Sergei Chetverukhin · União Soviética                | Sergei Volkov · União Soviética           | [ 1 ] |
| Duplas               | Lyudmila Smirnova · Andrei Suraikin · União Soviética | Galina Karelina · Georgi Proskurin · União Soviética | Eveline Scharf · Wilhelm Bietak · Áustria | [ 1 ] |
| Dança no gelo        | Diana Skotnická · Martin Skotnický · Tchecoslováquia  | Svetlana Bakina · Boris Rublev · União Soviética     | nenhum outro competidor                   | [ 1 ] |

## Quadro de medalhas
| Ordem | País            | Medalha de ouro | Medalha de prata | Medalha de bronze |   |
| ----- | --------------- | --------------- | ---------------- | ----------------- | - |
| 1     | Tchecoslováquia | 2               |                  |                   | 2 |
| 2     | União Soviética | 1               | 3                | 1                 | 5 |
| 3     | Áustria         |                 |                  | 1                 | 1 |
| TOTAL | TOTAL           | 3               | 3                | 2                 | 8 |